# نوح مورجن ميسون
نوح مورجن ميسون (بالإنجليزية: Noah M. Mason)‏ (و. 1882 – 1965 م) هو سياسي من الولايات المتحدة الأمريكية .